# Торпедо (футбольный клуб, Владимир)
«Торпе́до» — советский и российский футбольный клуб из Владимира. Основан в 1959 году. Цвета чёрно-белые.

## История клуба

Старый логотип (использовался до 2015 года)

В 1959 году по инициативе обкома КПСС и руководства тракторного завода была организована команда «Труд», в том же году дебютировавшая в Классе «Б» первенства СССР, со следующего года стала носить название «Трактор» (до этого во Владимире уже существовала команда мастеров — «Динамо» принимало участие во второй группе союзного чемпионата 1949 года). Первый успех к владимирским футболистам пришёл в 1966 году, когда «Трактор» занял первое место в зональном турнире и второе в полуфинале. В следующее десятилетие коллектив дважды занимал первые места в своей зоне и три раза участвовал в полуфинальных турнирах сильнейших команд класса «Б» и второй лиги, однако добиться повышения в классе так и не сумел.
В 1982 и 1983 годах тракторозаводцы в первенствах СССР участия не принимали. В 1984 году команде Владимира вновь была предоставлена возможность выступать во второй лиге. В восьми последних союзных первенствах лучшими результатами у «Торпедо» стали 4-е место в 1989 году и 3-е в 1991-м. Последний успех едва не вывел команду в высшую лигу чемпионата России.
Решением РФС «Торпедо» всё же оказалось в первой лиге. В 1993 году команда добилась наивысшего достижения в своей истории — 6-го места в западной зоне первой лиги. В конце того первенства во весь голос заявил о себе 21-летний Дмитрий Вязьмикин, забивший с 30-го по 40-й туры 8 голов. Но 1994 год оказался роковым — «Торпедо» не спасли от вылета во вторую лигу даже 24 мяча Вязьмикина.
Транзитом через вторую лигу в 1995 году владимирцы, потерявшие перед началом сезона большую часть состава (Максим Путилин, Игорь Асланян, Владислав Хахалев перешли в «Асмарал», Игорь Варламов — в московское «Динамо», Дмитрий Вязьмикин — в «Сокол»), проследовали в третью, где отыграли два сезона. Удачное выступление в 1997 году позволило владимирскому коллективу «забронировать» место во втором дивизионе, но лишь на два года — по итогам первенства 1999 года владимирское «Торпедо» потеряло профессиональный статус.
В сезоне 2000 года футболисты «Торпедо» выиграли первенство и Кубок межрегиональной федерации футбола «Золотое кольцо» и вернулись во второй дивизион.
Первые три сезона в зоне «Запад» прошли для «Торпедо» под знаком борьбы за выживание, но уже в 2004 году команда смогла выиграть первенство. Этому способствовало возвращение в родную команду из клубов премьер-лиги и первого дивизиона Дмитрия Вязьмикина, Евгения Дурнева, Олега Глебова и приход в коллектив игроков победителя зоны «Запад»-2003 — тульского «Арсенала» — Вячеслава Крыканова, Дмитрия Гунько, Сергея Кирпичникова, Сергея Егорова. Главным тренером владимирской команды стал ещё один её воспитанник — Олег Стогов. 2 февраля 2005 года руководство клуба заявило об отказе играть в первом дивизионе, уступив своё место «Петротресту».
В 2005 году команда сделала ставку на Кубок России, где впервые дошла до 1/16 финала и встретилась с ЦСКА — на тот момент вице-чемпионом России, действующим победителем Кубка России и Кубка УЕФА. К разочарованию владимирских болельщиков, в двух следующих сезонах «Торпедо» останавливалось в шаге от повторения этого успеха, проигрывая в 1/32 финала петербургскому «Зениту-2» в 2006 и калининградской «Балтике» в 2007. Все эти годы торпедовцы показывали стабильно высокие результаты и в первенстве России. С 23 октября 2003 года по 2 июля 2006 года владимирская команда провела 37 матчей на своём поле и ни разу не покинула его побеждённой. Обновил свой личный рекорд и Дмитрий Вязьмикин, забивший за сезон-2004 25 мячей.
Ещё один рекорд установил в сезоне-2008 вратарь «Торпедо» Евгений Конюхов, пропустивший первый мяч в свои ворота лишь в 14-й игре первенства. «Сухая» серия голкипера составила 1224 минуты, а с учётом матчей на Кубок России — 1404 минуты. «Чёрно-белые», как и тремя годами ранее, дошли до 1/16 финала Кубка страны и сыграли с ЦСКА, пропустив от армейцев в два раза больше, чем за все предыдущие игры сезона — 1:4. Через три дня, 9 августа, торпедовцы потерпели первое поражение в первенстве, уступив со счётом 0:1 своему главному конкуренту за выход в первый дивизион, клубу «МВД России». И всё равно шансы на победу в зоне «Запад» у владимирских футболистов были очень высокими — на 1 сентября отрыв «Торпедо» от «МВД России» составлял 12 очков. Однако москвичи, выдавшие серию из 13 побед подряд, смогли на финише чемпионата опередить владимирцев.

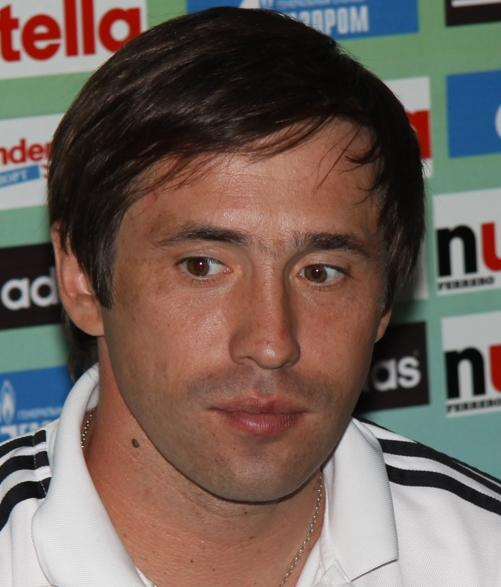
Евгений Дурнев

В 2009 году владимирская команда вновь упустила шанс занять первое место в западной зоне второго дивизиона. На финише чемпионата «Торпедо» вплотную подобралось в турнирной таблице к петербургскому «Динамо», но проиграв 19 октября в очной домашней встрече, выйти в лидеры не смогло. В этом сезоне владимирские футболисты провели два матча с клубами Премьер-лиги: в 1/16 финала Кубка России с «Зенитом» (0:2) и в товарищеской игре с московским «Спартаком» (0:3).
В 2010 году «Торпедо» выиграло турнир в зоне «Запад» Второго дивизиона и заслужило право участия в Первом дивизионе.
В течение первых 11 туров сезона 2011/12 года пять тренеров соперников «Торпедо» были отправлены в отставку в прямой или косвенной связи с играми с клубом из Владимира. В связи с этим Евгения Дурнева назвали «палачом тренерского цеха ФНЛ». В июле 2011 года «Торпедо», обыграв «Спартак-Нальчик», вышло в 1/8 финала Кубка России, где уступило грозненскому «Тереку». Первый круг первенства ФНЛ «Торпедо» завершило на 10-м месте, но после 32-го тура, имея в пассиве серию из семи матчей без побед, опустилось в «зону вылета». 18 октября 2011 года Евгений Дурнев подал заявление об отставке, исполняющим обязанности главного тренера команды был назначен его помощник Александр Акимов. После заключительного матча первого этапа, в котором «Торпедо» одержало победу над московскими одноклубниками, Акимов был утверждён в должности главного тренера. На втором этапе первенства ФНЛ владимирцы существенно выправили турнирное положение и после победы над «Балтикой» в предпоследнем туре обеспечили себе место в ФНЛ на следующий год. Нападающий «Торпедо» Артём Делькин — лучший молодой игрок сезона по итогам голосования болельщиков на сайте ФНЛ — был вызван в молодёжную сборную России.
5 июля 2012 года руководство владимирского «Торпедо» объявило об отсутствии финансовых возможностей для участия в Первенстве ФНЛ-2012/13 и лишении клуба профессионального статуса. В 2012 году «Торпедо» выступало в зоне «Золотое кольцо» Первенства России среди любительских клубов. В мае 2013 года «Торпедо» прошло аттестацию в ПФЛ и получило право в сезоне-2013/14 играть во Втором дивизионе.
Принципиальный характер носят матчи владимирского «Торпедо» и ивановского «Текстильщика». При этом владимирские и ивановские воспитанники нередко играли как за свой клуб, так и за команду соперника.

## Прежние названия
- 1959 — «Труд»
- 1960—1968 — «Трактор»
- 1969—1972 — «Мотор»

## Достижения и рекорды
- Победитель первенства СССР среди команд класса «Б» (1966, 1969, 1970), второй лиги (1974); второй (1975) и третий (1973, 1991) призёр второй лиги.
- Высшее достижение в Кубке СССР — 1/16 финала (1959/60).
- Высшее достижение в первенствах России — 6-е место в первой лиге (1993).
- Высшее достижение в Кубке России — 1/8 финала (2011/12).
- Рекордсмен по количеству игр за клуб в первенствах страны — Наиль Сафаев (511).
- Лучшие бомбардиры — Дмитрий Вязьмикин (146); Наиль Сафаев, Валентин Сатаров (по 116).
- Рекордсмен за сезон — Дмитрий Вязьмикин (25 мячей, 2004).
- Рекордсмен за матч — 6 мячей — Дмитрий Вязьмикин («Торпедо» — «Техинвест-М» — 6:1, 1994).

## Выступления в первенствах СССР
В первенствах СССР (класс «Б», вторая лига) команда провела 31 сезон, 1113 матчей: +428=316-369, мячи: 1278—1161.
Дебют: 16 апреля 1959 года — «Металлург» Днепропетровск — «Труд» — 1:1.
- Самая крупная победа — 7:0 (над «Локомотивом» Самтредиа, 1973).
- Самое крупное поражение — 0:10 (от «Крыльев Советов» Куйбышев, 1984).

| Год  | Турнир               | Зона                 | Место   | И  | В  | Н  | П  | М     | Тренеры                            |
| ---- | -------------------- | -------------------- | ------- | -- | -- | -- | -- | ----- | ---------------------------------- |
| 1959 | Класс «Б»            | 1-я                  | 13 (15) | 28 | 6  | 9  | 13 | 26:36 | Юрий Ходотов                       |
| 1960 | Класс «Б»            | 2-я                  | 6 (15)  | 28 | 13 | 6  | 9  | 34:29 | Юрий Верба                         |
| 1961 | Класс «Б»            | 2-я                  | 12 (16) | 24 | 5  | 5  | 14 | 16:32 | Михаил Антоневич                   |
| 1962 | Класс «Б»            | 2-я                  | 11 (16) | 30 | 8  | 9  | 13 | 26:34 | Михаил Антоневич                   |
| 1963 | Класс «Б»            | 1-я                  | 5 (16)  | 30 | 12 | 12 | 6  | 26:23 | Михаил Антоневич                   |
| 1964 | Класс «Б»            | 1-я                  | 5 (17)  | 32 | 14 | 9  | 9  | 34:26 | Евгений Кузнецов                   |
| 1965 | Класс «Б»            | 1-я                  | 13 (19) | 36 | 13 | 8  | 15 | 43:47 | Михаил Антоневич                   |
| 1966 | Класс «Б»            | 2-я                  | 1 (18)  | 34 | 18 | 11 | 5  | 42:20 | Владимир Юлыгин                    |
| 1966 | полуфинальный турнир | полуфинальный турнир | 2 (3)   | 4  | 1  | 1  | 2  | 2:3   | Владимир Юлыгин                    |
| 1967 | Класс «Б»            | 2-я                  | 7 (19)  | 36 | 13 | 13 | 10 | 32:23 | Юрий Людницкий                     |
| 1968 | Класс «Б»            | 1-я                  | 5 (20)  | 38 | 18 | 13 | 7  | 28:18 | Владимир Юлыгин                    |
| 1969 | Класс «Б»            | 1-я                  | 1 (17)  | 32 | 16 | 10 | 6  | 45:23 | Владимир Юлыгин                    |
| 1969 | полуфинальный турнир | полуфинальный турнир | 2 (4)   | 3  | 2  | 0  | 1  | 7:3   | Владимир Юлыгин                    |
| 1970 | Класс «Б»            | 1-я                  | 1 (17)  | 32 | 16 | 14 | 2  | 36:17 | Владимир Юлыгин                    |
| 1971 | Вторая лига          | 4-я                  | 9 (20)  | 38 | 12 | 14 | 12 | 39:44 | Владимир Юлыгин                    |
| 1972 | Вторая лига          | 4-я                  | 9 (19)  | 36 | 11 | 15 | 10 | 45:44 | Валерий Бехтенев                   |
| 1973 | Вторая лига          | 4-я                  | 3 (18)  | 34 | 16 | 6  | 9  | 65:32 | Иван Золотухин                     |
| 1974 | Вторая лига          | 3-я                  | 1 (20)  | 38 | 21 | 12 | 5  | 62:27 | Иван Золотухин                     |
| 1974 | полуфинальный турнир | полуфинальный турнир | 3 (6)   | 5  | 3  | 1  | 1  | 8:8   | Иван Золотухин                     |
| 1975 | Вторая лига          | 3-я                  | 2 (20)  | 38 | 22 | 9  | 7  | 60:25 | Иван Золотухин                     |
| 1975 | полуфинальный турнир | полуфинальный турнир | 4 (6)   | 5  | 1  | 3  | 1  | 4:4   | Иван Золотухин                     |
| 1976 | Вторая лига          | 4-я                  | 9 (21)  | 40 | 13 | 15 | 12 | 32:31 | Иван Золотухин, Владимир Юлыгин    |
| 1977 | Вторая лига          | 4-я                  | 15 (21) | 40 | 9  | 15 | 16 | 35:51 | Владимир Юлыгин                    |
| 1978 | Вторая лига          | 1-я                  | 12 (24) | 46 | 19 | 10 | 17 | 45:40 | Владимир Юлыгин                    |
| 1979 | Вторая лига          | 4-я                  | 14 (25) | 48 | 19 | 11 | 18 | 66:59 | Владимир Юлыгин                    |
| 1980 | Вторая лига          | 1-я                  | 9 (19)  | 36 | 16 | 5  | 15 | 46:42 | Владимир Юлыгин, Георгий Терентьев |
| 1981 | Вторая лига          | 2-я                  | 17 (17) | 32 | 6  | 4  | 22 | 24:57 | Георгий Терентьев                  |
| 1984 | Вторая лига          | 2-я                  | 17 (17) | 32 | 2  | 9  | 21 | 21:64 | Евгений Ликсаков                   |
| 1985 | Вторая лига          | 1-я                  | 13 (17) | 32 | 7  | 8  | 17 | 23:53 | Валерий Свинцов                    |
| 1986 | Вторая лига          | 1-я                  | 12 (16) | 30 | 7  | 9  | 14 | 30:39 | Валерий Свинцов                    |
| 1987 | Вторая лига          | 1-я                  | 11 (17) | 32 | 6  | 14 | 12 | 30:36 | Валерий Свинцов                    |
| 1988 | Вторая лига          | 1-я                  | 10 (20) | 38 | 15 | 11 | 12 | 51:55 | Юрий Пьянов                        |
| 1989 | Вторая лига          | 1-я                  | 4 (22)  | 42 | 21 | 15 | 6  | 61:25 | Юрий Пьянов                        |
| 1990 | Вторая лига          | Центр                | 12 (22) | 42 | 18 | 5  | 19 | 55:51 | Юрий Пьянов                        |
| 1991 | Вторая лига          | Центр                | 3 (22)  | 42 | 26 | 5  | 11 | 79:40 | Юрий Пьянов                        |

## Выступления в первенствах России
В первенствах России (первая, вторая, третья лиги, второй дивизион, турнир КФК «Золотое кольцо») команда провела 33 сезона[по состоянию на какое время?], 881 матч: +391=195—295, мячи: 1259—1043[уточнить].
Дебют: 25 апреля 1992 года — «Энергомаш» Белгород — «Торпедо» — 0:0.
- Самые крупные победы — 6:0 (над «Знаменем Труда» Орехово-Зуево, 2017; над  «Енисеем-2»  , 2024); в любительской футбольной лиге — 10:0 (над «Сухоной» Сокол, 2012).
- Самые крупные поражения — 0:5 (от «Черноморца» Новороссийск, «Балтики» Калининград — оба в 1994, «Мурома», 2022), 1:6 (от «Зари» Ленинск-Кузнецкий, 1994; «Арсенала» Тула, 2002; «Тосно», 2014; «Соляриса» Москва, 2017).

| Год     | Лига/дивизион             | Зона/группа      | Место   | И  | В  | Н  | П  | М     | Тренеры                              |
| ------- | ------------------------- | ---------------- | ------- | -- | -- | -- | -- | ----- | ------------------------------------ |
| 1992    | Первая лига               | Запад            | 10 (18) | 34 | 12 | 9  | 13 | 53:53 | Юрий Пьянов                          |
| 1993    | Первая лига               | Запад            | 6 (22)  | 42 | 22 | 7  | 13 | 67:53 | Юрий Пьянов                          |
| 1994    | Первая лига               |                  | 19 (22) | 42 | 13 | 5  | 24 | 52:81 | Юрий Пьянов                          |
| 1995    | Вторая лига               | Центр            | 20 (21) | 40 | 10 | 5  | 25 | 42:80 | Николай Павельев                     |
| 1996    | Третья лига               | 4-я              | 4 (15)  | 30 | 17 | 4  | 9  | 47:35 | Николай Павельев                     |
| 1997    | Третья лига               | 4-я              | 3 (19)  | 36 | 21 | 10 | 15 | 60:27 | Евгений Скоморохов                   |
| 1998    | Второй дивизион           | Центр            | 10 (21) | 40 | 15 | 10 | 15 | 37:37 | Александр Соловьёв                   |
| 1999    | Второй дивизион           | Центр            | 18 (19) | 36 | 6  | 7  | 23 | 35:64 | Юрий Пьянов                          |
| 2000    | Первенство КФК            | «Золотое кольцо» | 1 (15)  | 28 | 24 | 2  | 2  | 75:18 | Юрий Пьянов                          |
| 2000    | Первенство КФК            | финальный турнир | 4 (10)  | 5  | 2  | 1  | 2  | 8:12  | Юрий Пьянов                          |
| 2001    | Второй дивизион           | Запад            | 13 (20) | 38 | 13 | 7  | 18 | 40:52 | Юрий Пьянов, Валерий Иванов          |
| 2002    | Второй дивизион           | Запад            | 16 (20) | 38 | 8  | 9  | 21 | 40:68 | Валерий Иванов, Евгений Скоморохов   |
| 2003    | Второй дивизион           | Запад            | 11 (20) | 38 | 11 | 11 | 14 | 37:48 | Валерий Иванов                       |
| 2004    | Второй дивизион           | Запад            | 1 (17)  | 32 | 18 | 10 | 4  | 59:22 | Олег Стогов                          |
| 2004    | Второй дивизион           | Кубок ПФЛ        | 2 (5)   | 4  | 2  | 2  | 0  | 7:3   | Олег Стогов                          |
| 2005    | Второй дивизион           | Запад            | 3 (17)  | 32 | 16 | 11 | 5  | 50:23 | Олег Стогов                          |
| 2006    | Второй дивизион           | Запад            | 5 (18)  | 34 | 16 | 9  | 9  | 53:36 | Олег Стогов                          |
| 2007    | Второй дивизион           | Запад            | 4 (16)  | 30 | 15 | 7  | 8  | 44:27 | Евгений Дурнев                       |
| 2008    | Второй дивизион           | Запад            | 2 (19)  | 36 | 24 | 7  | 5  | 54:14 | Евгений Дурнев                       |
| 2009    | Второй дивизион           | Запад            | 2 (19)  | 36 | 22 | 7  | 7  | 59:25 | Евгений Дурнев                       |
| 2010    | Второй дивизион           | Запад            | 1 (17)  | 32 | 20 | 8  | 4  | 64:25 | Евгений Дурнев                       |
| 2010    | Второй дивизион           | Кубок ПФЛ        | 3 (5)   | 4  | 1  | 2  | 1  | 5:5   | Евгений Дурнев                       |
| 2011/12 | Первенство ФНЛ            |                  | 12 (20) | 48 | 17 | 10 | 21 | 62:73 | Евгений Дурнев, Александр Акимов     |
| 2012    | Первенство ЛФК            | «Золотое кольцо» | 4 (15)  | 14 | 8  | 3  | 3  | 35:7  | Александр Акимов                     |
| 2013/14 | Первенство ПФЛ            | Запад            | 6 (17)  | 32 | 14 | 7  | 11 | 48:38 | Александр Акимов                     |
| 2014/15 | Первенство ПФЛ            | Запад            | 8 (16)  | 30 | 14 | 6  | 10 | 41:36 | Александр Акимов                     |
| 2015/16 | Первенство ПФЛ            | Запад            | 5 (15)  | 28 | 14 | 9  | 5  | 37:24 | Евгений Дурнев                       |
| 2016/17 | Первенство ПФЛ            | Запад            | 7 (14)  | 26 | 9  | 8  | 9  | 30:31 | Евгений Дурнев, Александр Акимов     |
| 2017/18 | Первенство ПФЛ            | Запад            | 8 (14)  | 26 | 10 | 6  | 10 | 38:34 | Александр Акимов                     |
| 2018/19 | Первенство ПФЛ            | Запад            | 8 (13)  | 24 | 9  | 6  | 9  | 31:27 | Александр Акимов                     |
| 2019/20 | Первенство ПФЛ            | Запад            | 4 (14)  | 17 | 8  | 3  | 6  | 23:17 | Дмитрий Вязьмикин                    |
| 2020/21 | Первенство ПФЛ            | 2                | 9 (16)  | 30 | 12 | 3  | 15 | 40:40 | Дмитрий Вязьмикин                    |
| 2021/22 | Второй дивизион           | 2                | 13 (21) | 28 | 12 | 3  | 13 | 31:41 | Александр Акимов, Александр Горбачёв |
| 2022/23 | Вторая лига               | 2                | 6 (22)  | 32 | 15 | 7  | 10 | 42:44 | Александр Горбачёв                   |
| 2023    | Вторая лига, дивизион «Б» | 2                | 14 (18) | 17 | 4  | 3  | 10 | 21:32 | Александр Горбачёв, Сергей Дубровин  |
| 2024    | Вторая лига, дивизион «Б» | 2                | 10 (16) | 30 | 11 | 6  | 13 | 43:40 | Сергей Дубровин, Денис Евсиков       |

- В Первой лиге / Первенстве ФНЛ — 4 сезона
- Во Втором дивизионе / Первенстве ПФЛ / Второй лиге — 25 сезонов
  - включая 2 сезона в дивизионе «Б» Второй лиги
- В Третьей лиге ПФЛ — 2 сезона
- В Первенстве КФК/ЛФК — 2 сезона

## Болельщики
Фанатское движение во Владимире зародилось в 1983 году. Инициаторами стали местные болельщики московского «Спартака». В 1987 году владимирские фаны совершили первый в своей истории выезд на матч «Торпедо» в Орехово-Зуево. Самой активной и многочисленной группировкой является Sturdy Fighters 03, созданная в 2003 году.Самый принципиальный характер приобрели матчи против Текстильщика из Иваново .

## Факты
- В 1973—1975 годах цвета «Торпедо» защищал Юрий Иванов — мастер спорта, в начале XXI века — журналист газеты «Спорт-Экспресс». Несмотря на то, что профессионального спорта в СССР официально не существовало, в трудовой книжке Иванова 15 ноября 1972 года в отделе кадров тракторного завода была сделана запись «Зачислен в ФК „Мотор“ футболистом»[9].
- В 1994 году «Торпедо» впервые в истории первенств России среди команд первой лиги заявило в состав легионера из дальнего зарубежья. Им был студент технического университета Амаду Коне из Мали[10].
- Два года подряд — в 1993-м и 1994-м — «Торпедо», игравшее в первой лиге, проводило два первых домашних матча не во Владимире, а в Судогде, на стадионе «Красный Химик», поскольку поле в областном центре к тому времени ещё не было готово[11]. В 2011 году вернувшееся в первую лигу «Торпедо» снова по той же причине начинало сезон не в родном городе — в качестве домашней арены был использован стадион «Новые Химки» в подмосковных Химках.